# Loperamida
La loperamida, és un fàrmac opioide sintètic, derivat de la piperidina. És àmpliament usat com a antidiarreic en casos de gastroenteritis o malaltia inflamatòria intestinal. i la síndrome del budell curt. No es recomana per la disenteria (presència de sang en la femta). Es troba disponible en nombrosos països sota noms comercials com Fortasec, Lopex, Regulane, Fadal, Imodium, Dimor, Loperam, Salvacoll, Lomotil o Antilax. La principal capacitat d'aquest principi actiu és disminuir la motilitat de l'intestí. Va ser descoberta per l'empresa CERATI Pharmaceutica que la va sintetitzar el 1969 i es va començar a usar mèdicament el 1976.
Es pren per via oral. Efectes secundaris comuns inclouen el dolor abdominal, estrenyiment, somnolència, vòmits i boca seca.

## Mode d'acció
Treballa cessant l'activitat del plexe mientèric, cosa que disminueix la motilitat circular i longitudinal del múscul llis de les parets de l'intestí. Això fa que s'augmenti el temps de permanència de les substàncies a l'intestí, permetent que s'absorbeixi més aigua de la matèria fecal. La loperamida també fa baixar els moviments a la massa colònica i suprimeix el reflex gastrocòlic.
La loperamida és un derivat de l'haloperidol que s'adhereix al receptor opioide μ ₂ disminuint l'alliberament de mediadors químics com acetilcolina i prostaglandines, reduint la motilitat gastrointestinal. Inhibeix la calmodulina, augmentant l'absorció d'aigua i electròlits a nivell de llum intestinal i millora el to de l'esfínter anal, reduint la urgència i la incontinència. Amb això, la loperamida perllonga el trànsit intestinal, incrementa la viscositat de la femta, i redueix el volum fecal diari i la pèrdua de fluids i electròlits.
Altres conseqüències de l'activació dels receptors μ, inclouen depressió respiratòria, miosi i sensació de benestar i plaer (eufòria).

## Farmacocinètica
- Absorció: S'absorbeixen només petites quantitats de loperamida al tracte gastrointestinal, amb una absorció oral aproximada de 3%.
- Distribució: La seva distribució al tracte gastrointestinal és de 85%, en fetge 5% i en altres teixits de 0.04 a 0.2%. No creua la barrera hematoencefàlica.[6]
- Metabolisme: Es metabolitza en fetge i aproximadament 50% de la dosi administrada per via oral s'excreta sense canvis a la femta.
- Excreció: L'excreció renal és d'aproximadament 1%, en femta de 25-40%. La vida mitjana d'eliminació és de 7 a 15 hores.[7]

## Dosi
En pacients adults es pot fer un tractament inicialment durant els atacs diarèics de 4 mg per dosi, seguit de 2 mg després de cada deposició fins a assolir un màxim de 16 mg al dia.

## Contraindicacions
Aquest medicament no s'ha d'administrar si es té febre o si les deposicions mostren traces de sang. No és aconsellable prendre aquest medicament durant més de dos dies seguits. En cap cas no s'ha d'administrar a nens menors de 6 anys sense consultar un metge. Durant la seva administració s'ha de consumir aigua per evitar una deshidratació.

## Advertiments
La loperamida s'empra per aturar la diarrea, però aquesta no elimina la causa de la mateixa, per la qual cosa es recomana sempre identificar la causa que l'origina i, si és possible, tractar-la.
El seu ús indiscriminat podria afectar el miocardi (ja que és un múscul llis involuntari) i això comportaria el risc de patir infart.

## Interaccions
L'ús simultani de loperamida amb medicaments opioides pot provocar restrenyiment, a causa de la similitud dels efectes farmacològics. No cal ingerir cap tipus de licor durant el tractament amb loperamida.